# Reposapiés

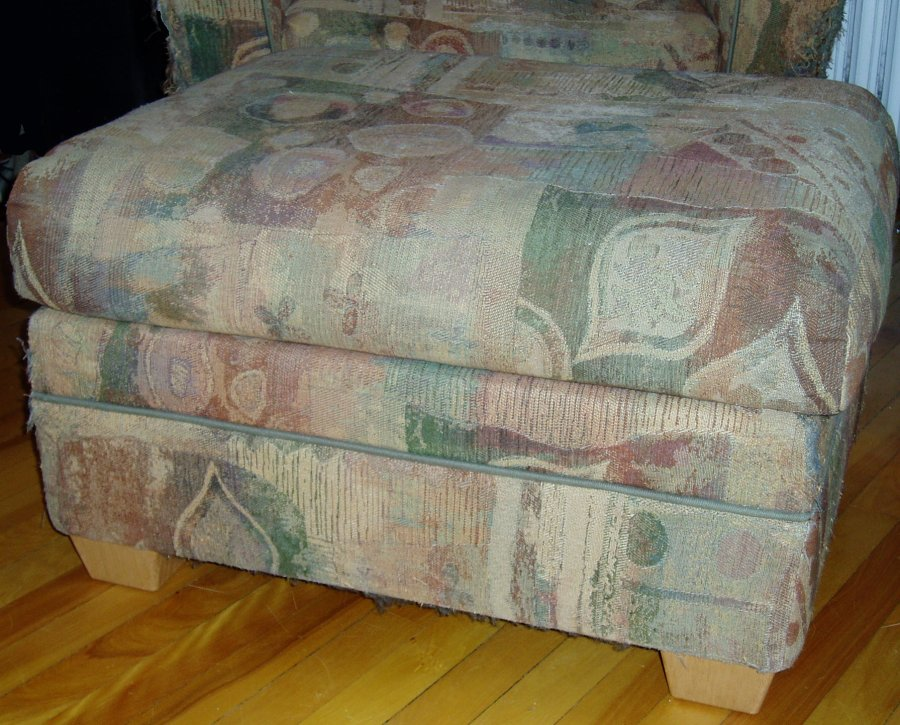
Mueble reposapiés.

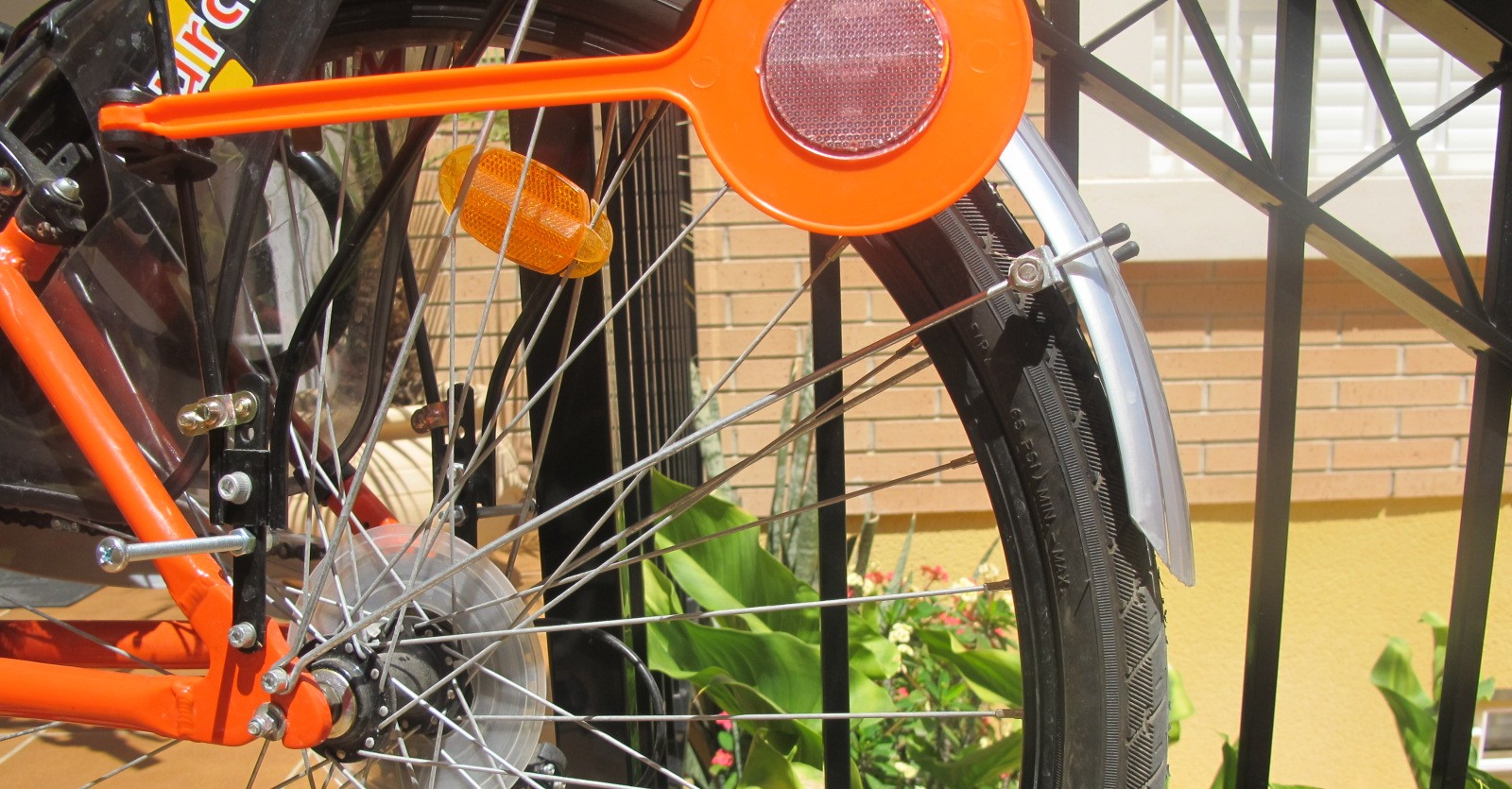
Reposapiés para pasajero de bicicleta

Un reposapiés o escabel (latín: scabellum) es un mueble, cuyo propósito es proporcionar comodidad a una persona asentada, por ejemplo, en una silla o sofá. Es típicamente un taburete corto, ancho, de cuatro patas con una tapa tapizada en tela, cuero o lana y acolchada. Permite que la persona sentada descanse los pies sobre él, apoyando sus piernas en un nivel horizontal, dando así lugar al uso del término reposapiés.
Una forma más corta de taburete se puede utilizar como ayuda cuando los pies de una persona (generalmente, un niño) no alcanzan el piso mientras están asentados. En este caso, las piernas más cortas de la persona no se colocan horizontalmente: el taburete simplemente se coloca bajo sus pies. 
Generalmente, cualquier objeto de una altura conveniente se puede emplear como reposapiés eventual: otro asiento, un escritorio, o una mesa pueden servir a este efecto. Estas opciones generalmente se consideran inapropiadas ya que los zapatos (por su naturaleza) tienden a acumular mucha suciedad.

## Bicicleta
Los reposapiés en las bicicletas, también conocidos como «diablos», se suelen usar para el pasajero trasero, que puede ir en el portaequipajes, o bien, como soportes para realizar trucos de BMX.

## Reposapiés de oficina
Los reposapiés de oficina están especialmente pensados para favorecer la correcta colocación postural, en especial cuando se trabaja sentado durante varias horas. Gracias a su utilización, los pies descansan sobre una plataforma, evitando que las piernas estén en tensión y favoreciendo la circulación sanguínea. Asimismo, el cuerpo se mantiene perfectamente alineado, para prevenir lesiones de espalda o de lumbares.